# Rivolta di Varsavia
La rivolta di Varsavia (in polacco: powstanie warszawskie) fu l'azione insurrezionale intrapresa dall'Esercito nazionale polacco che fra il 1º agosto e il 2 ottobre 1944 tentò di contendere il possesso della capitale polacca all'esercito d'occupazione tedesco, allo scopo di liberare la città di Varsavia prima dell'arrivo dell'Armata Rossa sovietica, giunta ormai alle porte della città dopo le grandi vittorie dell'offensiva estiva sul fronte orientale.
L'insurrezione ottenne inizialmente alcuni limitati successi e sorprese la guarnigione tedesca mettendo in difficoltà l'esercito tedesco nei primi giorni, dato che la Wehrmacht all'inizio della rivolta era impegnata in un deciso contrattacco sul fronte della Vistola contro le unità corazzate sovietiche della 2ª Armata carri della Guardia che, giunte nel sobborgo varsaviano di Praga, furono temporaneamente bloccate e respinte a Radzymin e Wolomin. I rivoltosi quindi dovettero affrontare la violentissima repressione organizzata dal comando tedesco con l'intervento di brutali unità specializzate delle Waffen-SS, e rinforzi di fanteria, artiglieria e mezzi corazzati della Wehrmacht. Dopo due mesi di sanguinosi combattimenti, la rivolta venne annientata e i tedeschi distrussero Varsavia.
Le cause del tragico fallimento dell'insurrezione, spietatamente schiacciata dalle forze tedesche, nel dopoguerra vennero principalmente ricondotte da alcune correnti storiografiche al mancato soccorso ai rivoltosi da parte di Iosif Stalin, deciso a far fallire la rivolta e a indebolire le forze nazionaliste polacche fedeli al governo in esilio a Londra, ma sono tuttora materia di vivaci diatribe storico-politiche.

## La resistenza nazionale polacca

### Nascita del movimento di resistenza nazionale
La campagna di Polonia, iniziata il 1º settembre 1939 con l'attacco della Wehrmacht tedesca, ebbe subito un andamento catastrofico per l'esercito polacco; in pochi giorni le Panzer-Division avanzarono in profondità, chiusero in grandi sacche le truppe polacche e assediarono Varsavia che si arrese all'inizio di ottobre 1939. I soldati polacchi si batterono con grande valore, ma l'incolmabile inferiorità tecnologica e i gravi errori strategici e tattici dei generali non permisero di evitare una sconfitta totale e l'occupazione del paese; i capi politico-militari e una piccola parte delle truppe riuscirono a fuggire attraverso il confine rumeno e raggiunsero prima la Francia e poi la Gran Bretagna dove venne costituito un governo di esilio. Dal 17 settembre 1939 l'Armata Rossa era entrata nelle regioni orientali della Polonia secondo quanto previsto dal Patto Molotov-Ribbentrop, occupando praticamente senza resistenza le aree abitate in maggioranza da ucraini e bielorussi, appartenute all'Impero zarista. Furono catturati dai sovietici circa 217 000 ufficiali e soldati polacchi.
I militari polacchi non rinunciarono a continuare la lotta anche in patria contro la Germania e fin dal 3 ottobre 1939 venne costituita segretamente a Varsavia la prima organizzazione clandestina, il "Servizio per la vittoria della Polonia" (Służba Zwycięstwu Polski, SZP) sotto la guida del generale Michał Tokarzewski-Karaszewicz e del colonnello Stefan Rowecki. Nel novembre 1939 l'energico generale Władysław Sikorski, capo politico e militare del governo polacco in esilio, prese la decisione di potenziare il movimento di resistenza clandestino, trasformando lo SZP nel Związek Walki Zbrojnej, ZWZ, "Unione per la lotta armata", guidato in occidente dal generale Kazimierz Sosnkowski e operativamente in Polonia dal capace colonnello Rowecki.

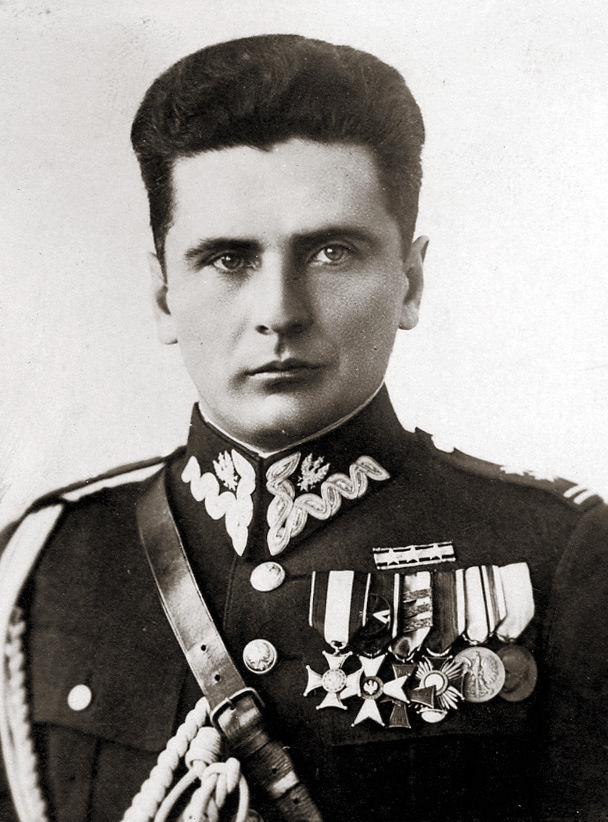
Il colonnello Stefan Rowecki, primo capo di stato maggiore del ZWZ e poi dell'Armia Krajowa

Lo ZWZ doveva avere le caratteristiche di una organizzazione patriottica, senza inclinazioni ideologiche, militare e clandestina, basata sulla rigida disciplina; dal punto di vista operativo lo ZWZ doveva al momento limitare la sua azione a operazioni di sabotaggio, cercando di evitare le rappresaglie del crudele nemico tedesco, e soprattutto doveva sviluppare accuratamente i preparativi necessari per una insurrezione generale in Polonia al momento più opportuno.
I piani per l'insurrezione furono preparati nel 1940 su iniziativa del colonnello Rowecki e avrebbero dovuto essere attivati nel caso di un crollo, piuttosto improbabile in quel momento, dell'esercito tedesco. Riguardo al problema dell'Unione Sovietica invece, un documento del ZWZ del febbraio 1941 ipotizzava tre diverse possibilità: la potenza comunista sarebbe rimasta neutrale fino al termine della guerra; oppure l'Unione Sovietica sarebbe entrata in guerra contro la Germania e avrebbe subito pesanti sconfitte, in questo caso il movimento clandestino polacco avrebbe dovuto scatenare l'insurrezione quando la Germania sarebbe stata sconfitta dagli eserciti anglo-americani, e avrebbe protetto i suoi confini contro i sovietici logorati dalla guerra con la Germania. Veniva infine presa in considerazione anche l'ipotesi che, in caso di guerra tedesco-sovietica, la potenza orientale avesse avuto la meglio arrivando fino in Polonia; in questo caso lo ZWZ sarebbe dovuto rimanere in rigorosa clandestinità e attendere che anche i sovietici si indebolissero.
La svolta decisiva dell'operazione Barbarossa iniziata il 22 giugno 1941, influenzò lo sviluppo del movimento di resistenza polacco; il generale Sosnkowski, accesamente anti-sovietico, si dimise e il generale Sikorski assunse anche il comando del ZWZ che il 14 febbraio 1942 prese la nuova denominazione di Armia Krajowa ("Esercito nazionale"); inoltre venne potenziata l'attività di sabotaggio nelle retrovie della Wehrmacht mentre rimase modesta l'attività partigiana soprattutto per evitare le rappresaglie tedesche. In questa fase l'andamento della guerra all'est, sembrava avverare le ipotesi più favorevoli per i dirigenti polacchi in esilio a Londra.

### Verso la svolta della guerra

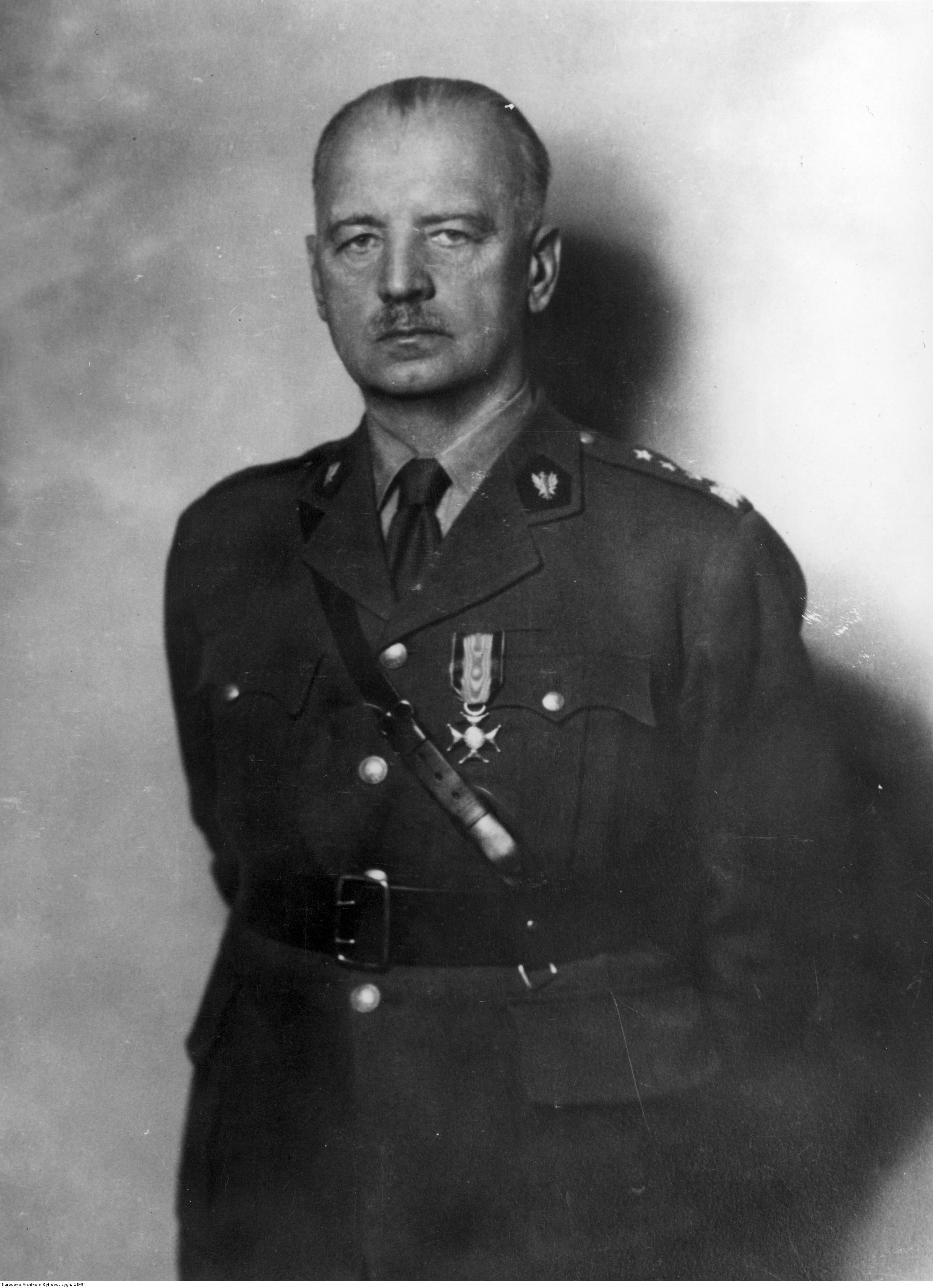
Il generale Władysław Sikorski, primo ministro del governo polacco in esilio e comandante supremo

A partire dalla fine del 1941 comparvero i primi segni di un indebolimento generale della Germania nazista, e quindi presero vigore i preparativi del comando del AK per la prevista insurrezione generale; all'inizio del 1942 le valutazioni politico-militari del generale Sikorski prevedevano un fallimento dell'offensiva tedesca in Russia e quindi l'arresto dell'avanzata nazista, ma escludevano anche la possibilità di una vittoria sovietica sul Terzo Reich. Di conseguenza la svolta decisiva sarebbe arrivata da occidente con il ritorno in Europa degli eserciti anglo-americani che avrebbero liberato il continente costringendo i tedeschi a ritirare il loro esercito dalla Russia; in quel momento il comando dell'AK avrebbe dovuto dare inizio all'insurrezione generale che avrebbe contribuito, in stretta collaborazione con gli eserciti alleati, alla distruzione della Germania. Il problema del ruolo dell'Unione Sovietica in questi piani era messo da parte, ma in realtà il generale Rowecki era preoccupato per il "pericolo russo" che egli giudicava "possibile e gravissimo"; dopo la battaglia di Stalingrado sia Sikorski sia Rowecki dovettero prendere in considerazioni la concreta possibilità che fosse invece l'Armata Rossa a svolgere un ruolo decisivo nella sconfitta della Germania e che sarebbero stati i soldati sovietici a entrare per primi in Polonia da est.
Il generale Sikorski stabilì realisticamente che in questo caso sarebbe stata «una follia» pensare di opporsi militarmente all'Armata Rossa e che quindi l'Armia Krajowa avrebbe dovuto considerare i sovietici come alleati, avrebbe dovuto rivelare la sua rete clandestina e avrebbe partecipato alla guerra contro i tedeschi pur rivendicando i diritti territoriali polacchi prebellici. Il generale Rowecki non concordava totalmente con le considerazioni del capo del governo polacco; egli riteneva che i sovietici fossero «il nemico n. 2» e che fosse importante scatenare l'insurrezione prima dell'arrivo dell'Armata Rossa nelle regioni orientali della Polonia come manifestazione politica e affermazione di sovranità in funzione anti-sovietica. Il generale Sikorski era più prudente e affermò che in caso di manifesta ostilità dell'Armata Rossa, sarebbe stato opportuno ritirare nell'interno del paese le formazioni dell'AK.

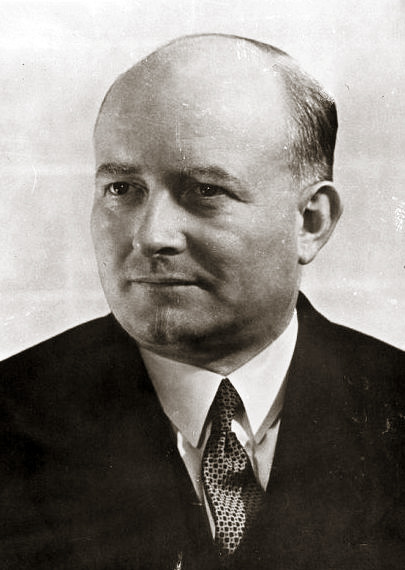
Stanisław Mikołajczyk, il capo del governo polacco in esilio dopo la morte del generale Sikorski

Tre avvenimenti improvvisi cambiarono le cose: il generale Rowecki venne catturato dai tedeschi a Varsavia il 30 giugno 1943 e fu deportato a Sachsenhausen dove sarebbe morto; il generale Sikorski morì in un misterioso incidente aereo sopra Gibilterra il 5 luglio 1943, mentre fin da 25 aprile 1943 il governo sovietico ruppe le relazioni diplomatiche con il governo polacco in esilio a causa dell'affare del massacro di Katyn'. Il nuovo capo del governo in esilio fu Stanisław Mikołajczyk, mentre come comandante in capo venne designato l'anti-sovietico generale Sosnkowski; l'Armia Krajowa in patria passò sotto la guida del generale Tadeusz Komorowski ("Bór") con sottocapo di stato maggiore il generale Leopold Okulicki; si trattava di personalità molto avverse all'Unione Sovietica.

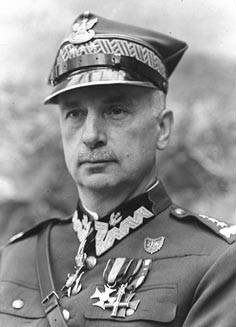
Il generale Kazimierz Sosnkowski, comandante in capo delle forze armate polacche dipendenti dal governo in esilio di Londra

La seconda metà del 1943 rese definitivamente evidente che l'Armata Rossa avrebbe vinto la guerra e che sarebbero stati i soldati sovietici a entrare in Polonia da est; il governo in esilio inviò quindi il 1º novembre 1943 una nuova istruzione alla dirigenza del AK in patria indicando che, nel caso molto probabile di una ritirata ordinata dei tedeschi attraverso il territorio polacco, sarebbe stato necessario rinunciare all'insurrezione generale e limitare l'azione al sabotaggio e alla diversione mantenendo la clandestinità delle rete organizzativa patriottica nei confronti delle autorità militari sovietiche. Il comando generale dell'Armia Krajowa tuttavia non condivideva queste istruzioni ambigue e alla fine del mese di novembre preparò nuove direttive per la cosiddetta operazione Burza ("Tempesta") che dopo un confronto con le autorità a Londra, venne approvata definitivamente il 18 febbraio 1944 con un ordine supplementare operativo del 23 marzo 1944.
L'operazione Burza prevedeva di contrastare le forze tedesche che si presumeva in ritirata, attaccando le retrovie; realisticamente si prevedeva che un'insurrezione non avrebbe potuto avere successo se non in caso di crollo completo dell'esercito tedesco; nel piano operativo inoltre si stabiliva che l'azione non avrebbe dovuto coinvolgere le grandi città e che in particolare Varsavia sarebbe stata esclusa. Nella direttiva venivano inoltre chiariti alcuni aspetti dell'atteggiamento da tenere nei confronti dell'esercito sovietico; era vietato tassativamente ogni atto di ostilità militare contro l'Armata Rossa, mentre invece i quadri e i dirigenti dell'Armia Krajowa avrebbero dovuto rivelare la loro esistenza e affermare nei confronti dei sovietici la loro autorità e legittimità sul territorio polacco prebellico, comprese le regioni accorpate all'Unione Sovietica nel 1939. La direttiva dell'operazione Burza non prevedeva aperta opposizione militare ai sovietici ma stabiliva che i combattenti del AK avrebbero dovuto agire soprattutto autonomamente con le proprie forze e che sarebbe stata ricercata in casi eccezionali, e solo con "estrema prudenza", la collaborazione dell'Armata Rossa.

## 1944

### La guerra torna in Polonia

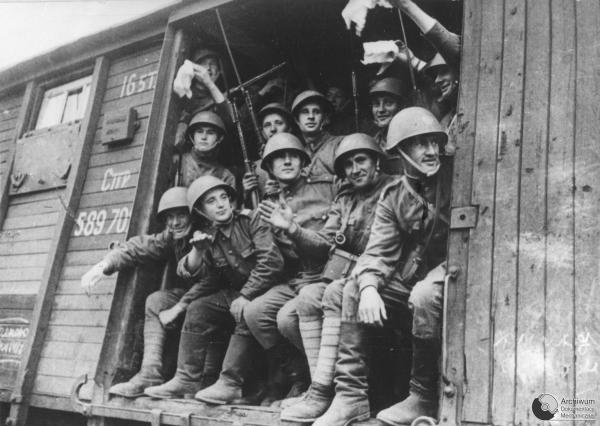
Soldati polacchi della Divisione Tadeusz Kościuszko

All'inizio del 1944 l'Armia Krajowa era il movimento di resistenza più grande e potente dell'Europa nazista ma ormai non era più la sola organizzazione di opposizione all'occupante presente in Polonia; fin dal maggio 1943 Stalin aveva iniziato a sviluppare e preparare un altro esercito polacco in Unione Sovietica. Reclutato tra i soldati polacchi internati in Unione Sovietica che avevano deciso di non seguire i loro compagni che si erano trasferiti in Africa al comando del generale Władysław Anders, e tra i cittadini residenti nei territori orientali occupati dall'Armata Rossa nel 1939, il nuovo esercito era cresciuto rapidamente trasformandosi da Divisione Tadeusz Kościuszko in 1º Corpo d'armata e infine divenendo il 18 marzo 1944 la 1ª Armata polacca inquadrata, al comando del generale Zygmunt Berling, nel 1º Fronte Bielorusso sovietico. Si trattava di un esercito inferiore numericamente all'armata del generale Anders che combatteva in Italia, ma aveva il vantaggio di trovarsi sul posto e di poter raggiungere la patria combattendo accanto all'Armata Rossa.
Contemporaneamente Stalin aveva anche creato a Mosca una struttura politica in contrapposizione con il governo in esilio di Londra, basata su un nucleo di comunisti polacchi, guidati da Wanda Wasilewska, che avevano costituito la cosiddetta "Unione dei patrioti polacchi" (Związek Patriotów Polskich, ZPP) la cui politica si basava soprattutto sullo stretto legame con l'Unione Sovietica. Alla fine del 1943 i comunisti polacchi in patria furono anche in grado di organizzare, con la partecipazione di rappresentanti politici di partiti di sinistra non comunisti, un Consiglio nazionale clandestino (Krajowa Rada Narodowa, KRN), guidato dal comunista Bolesław Bierut, e in grado di contendere il potere allo stato segreto collegato al governo in esilio.
Dal punto di vista militare, mentre le unità polacche aggregate all'Armata Rossa incrementavano la loro forza numerica e operativa, nella Polonia occupata i comunisti erano lentamente riusciti a organizzare a loro volta una struttura di resistenza armata all'invasore tedesco che, grazie alla sua attività partigiana aggressiva e alle istanze di radicali cambiamenti economico-sociali, aveva guadagnato alcuni consensi in rivalità con l'Armia Krajowa. Le formazioni partigiane comuniste, denominate Gwardija Ludowa e numericamente deboli, erano cresciute all'inizio 1944 dopo la costituzione a Rovno di uno stato maggiore partigiano polacco che addestrò tre nuove brigate partigiane che si infiltrarono nei territori orientali della Polonia. Il 26 febbraio 1944 la Gwardija Ludowa venne trasformata in Armia Ludowa ("Esercito popolare") e accrebbe la sua attività in connessione con le unità partigiane sovietiche che stavano arrivando a loro volta nei territori orientali ex-polacchi; venne costituito un "comando congiunto" sovietico-polacco. L'Armia Ludowa, costituita da undici brigate con 40 000 combattenti, di cui 10 000 sovietici, era molto più piccola numericamente della Armia Krajowa ma alla vigilia dell'offensiva sovietica dell'estate 1944 costituiva una forza attiva reale in connessione con le aggressive brigate partigiane sovietiche che dal febbraio 1944 avevano raggiunto e superato il Bug Occidentale e il San.
Fu in questo periodo, nel gennaio-febbraio 1944, che a est del Bug Occidentale, in Volinia, i reparti dell'Armia Krajowa, che avevano iniziato ad attivare le azioni previste dal piano Burza, entrarono in contatto in un'atmosfera di ostilità con le unità partigiane e regolari sovietiche. Dopo notevoli contrasti, provocati dai tentativi sovietici di sciogliere con la violenza le formazioni dell'AK e incorporare gli uomini nella 1ª Armata polacca, a marzo 1944 venne concluso il cosiddetto "accordo di Volinia" che sembrava stabilire una cooperazione efficace tra AK e sovietici.

### La Polonia e i Tre Grandi

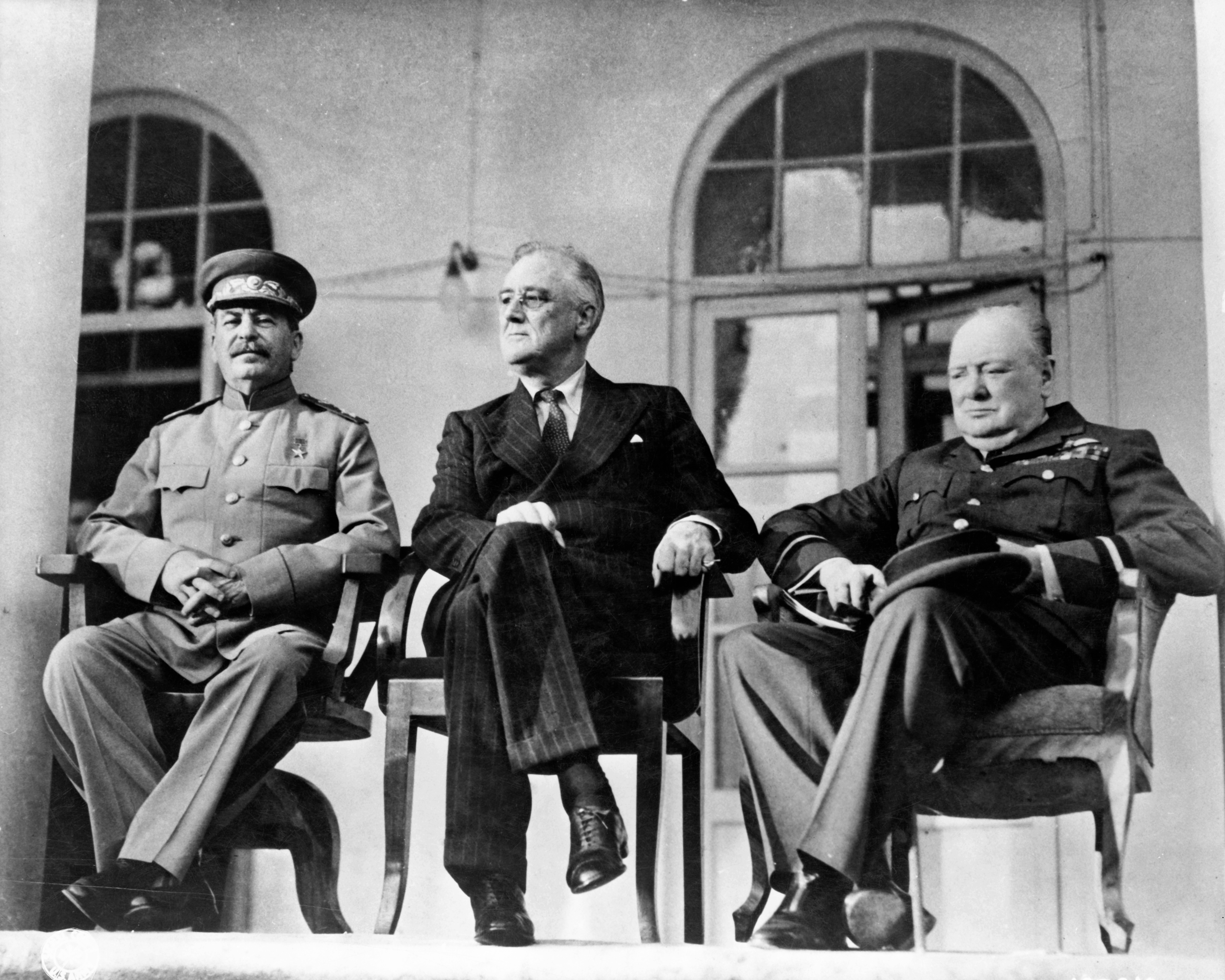
I Tre Grandi alla conferenza di Teheran; in questa occasione venne concordato per la prima volta che la linea Curzon avrebbe segnato il confine orientale della Polonia

La conferenza di Teheran segnò un momento decisivo per la Polonia; in questa occasione il primo ministro britannico Winston Churchill e il presidente degli Stati Uniti Franklin Delano Roosevelt concordarono per la prima volta con Iosif Stalin sul nuovo confine orientale polacco che avrebbe seguito in pratica, come richiesto dall'Unione Sovietica, la vecchia linea Curzon che si basava prevalentemente sulle caratteristiche etniche della popolazione residente. Stalin propose di compensare la Polonia assegnandole a occidente alcuni territori tedeschi: la Prussia Orientale, l'alta Slesia e una parte della Pomerania occidentale. Il 20 gennaio 1944 Churchill riferì le proposte sovietiche e fece pressione perché fossero accettate; il primo ministro disse che i polacchi avrebbero dovuto accogliere «con entusiasmo» le proposte sovietiche; se fossero state rifiutate la Polonia sarebbe stata schiacciata dai russi. In realtà Stalin aveva presentato anche altre richieste: in primo luogo la totale collaborazione delle unità dell'AK con l'Armata Rossa e soprattutto la cosiddetta "riorganizzazione" del governo polacco di Londra che prevedeva in pratica la sostituzione dei suoi membri più apertamente antisovietici, tra cui il generale Sosnkowski.
Il governo polacco in esilio tuttavia non accettò affatto questo programma e fin dal 5 gennaio 1944 aveva rilasciato una dichiarazione in cui si auto-proclamava il «solo e legale rappresentante della nazione polacca» e chiedeva «il ristabilimento della sovranità dell'amministrazione polacca su territori liberati della Repubblica di Polonia». Di fronte alle pressioni britanniche Mikolajczjk affermò che il governo polacco era disposto a negoziare ma solo sulla base di una revisione del trattato di Riga del 1921. I due successivi incontri tra i rappresentanti polacchi e Churchill del 6 e 16 febbraio 1944 furono drammatici e chiarificatori. Churchill ribadì che la linea Curzon «era la migliore che i polacchi avrebbero potuto ottenere» e che quindi andava accettata subito; senza le vittorie sovietiche per la Polonia «non ci sarebbe stato alcun futuro»; Mikolajczyk mostrò di non avere alcuna fiducia nelle assicurazioni di Stalin. Egli disse che non si poteva modificare un governo su richiesta di un potere politico straniero e propose solo di stabilire una linea di demarcazione provvisoria in attesa della fine della guerra, tracciata a est di Vilnius e Leopoli. Churchill cercò di terrorizzare i polacchi affermando che, in mancanza di un accordo, l'Unione Sovietica avrebbe potuto benissimo accorpare tutta la Polonia e ritornò a sollecitare l'accettazione immediata della linea Curzon prima che «i russi occupino tutta la Polonia».

### L'offensiva estiva dell'Armata Rossa
L'operazione Bagration, iniziata il 22 giugno 1944 ebbe conseguenze decisive per il Fronte orientale; il crollo del Gruppo d'armate Centro tedesco permise alle veloci unità meccanizzate sovietiche di avanzare in pochi giorni di 500 chilometri e marciare verso Vilnius, Brėst, Białystok. Il 13 luglio l'Armata Rossa diede inizio anche all'offensiva Leopoli-Sandomierz estendendo l'area di attacco e sfondando il fronte tedesco in direzione di Leopoli.

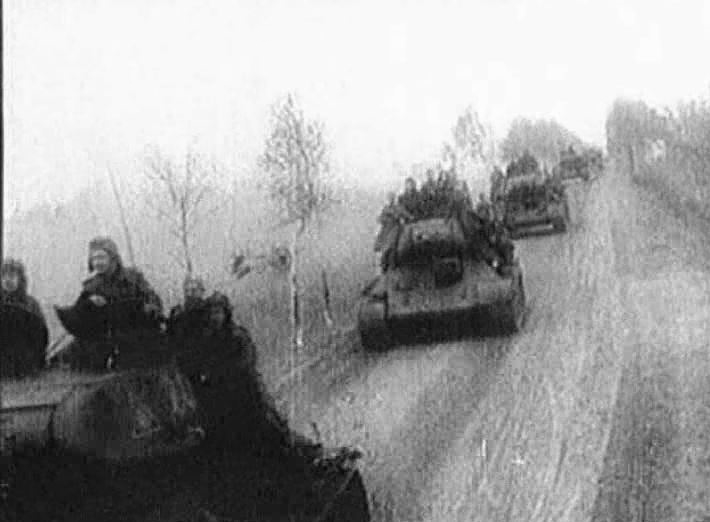
I carri armati sovietici del 3º Corpo carri avanzano durante l'offensiva Lublino-Brest

Il comando generale dell'Armia Krajowa, guidato dal generale Komorowski valutò favorevolmente ma anche con preoccupazione gli sviluppi della situazione strategica; si ritenne probabile che le armate sovietiche sarebbero arrivate alla linea della Vistola e al confine della Prussia Orientale; inoltre divenne urgente prendere una decisione operativa riguardo alla situazione a Varsavia. Nella pianificazione originaria dell'operazione Burza, non era affatto prevista una insurrezione generale nella capitale; si riteneva invece preferibile, per evitare rappresaglie e distruzioni nell'abitato, lasciare uscire dalla città i reparti tedeschi in fuga davanti ai sovietici e trasferire i reparti della resistenza verso ovest per attaccare le retrovie del nemico. Anche nella direttiva del comando del AK del 14 luglio 1944 si ribadiva che i tedeschi, nonostante la sconfitta in Bielorussia, avrebbero probabilmente combattuto tenacemente per difendere Grodno, Białystok, Brėst e Lublino e che quindi, in queste condizioni, una insurrezione a Varsavia sarebbe sicuramente fallita.
La situazione militare ebbe una svolta decisiva il 18 luglio 1944 con l'inizio della offensiva Lublino-Brest da parte dell'ala sinistra del 1º Fronte Bielorusso del maresciallo Konstantin Konstantinovič Rokossovskij; in pochi giorni le unità corazzate dell'Armata Rossa avanzarono in profondità e già il 23 luglio liberarono Lublino quindi proseguirono verso la linea della Vistola a sud di Varsavia; altre forze corazzate si avvicinarono ai quartieri orientali della capitale polacca. Le prime formazioni sovietiche raggiunsero la Vistola il 27 luglio e costituirono una testa di ponte a Magnuszew, mentre entravano in combattimento tra Deblin e Pulawy le unità della 1ª Armata polacca del generale Berling. I carri armati della 2ª Armata carri della Guardia il 30 luglio raggiunsero Radzymin e Wolomin dove incontrarono la forte resistenza di formazioni corazzate tedesche. Sull'ala destra del 1° Fronte Bielorusso, altre armate sovietiche combattevano duramente contro una forte resistenza tedesca, ma entro il 28 luglio anche Brest venne liberata; infine a sud il potente 1º Fronte Ucraino, dopo aver liberato Leopoli il 27 luglio, marciava a sua volta sulla Vistola che venne raggiunta e superata a Sandomierz.

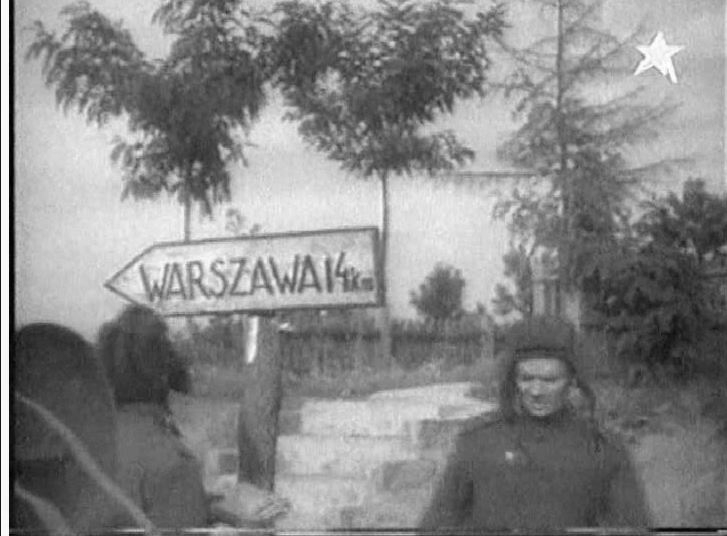
I carristi del 3º Corpo carri sovietico a 14 chilometri da Varsavia nell'estate 1944

La continua avanzata sovietica in tutti i settori quindi faceva apparire imminente un crollo tedesco e l'arrivo dell'Armata Rossa a Varsavia. La realtà tuttavia era diversa; l'alto comando sovietico non poteva per motivazioni strategiche e logistiche proseguire ancora verso ovest solo con le sue armate arrivate sulla Vistola tra Varsavia e Sandomierz lasciando molto più indietro le altre forze schierate ancora nei Paesi Baltici a nord e sul confine della Romania a sud. Di conseguenza gli obiettivi sovietici in questa fase erano prudenti e realistici: non davano importanza preminente all'entrata immediata a Varsavia, che si trova a ovest della Vistola, e miravano invece ad allineare le armate del 1° Fronte Bielorusso e del 1° Fronte Ucraino lungo il fiume costituendo subito preziose teste di ponte in vista di ulteriori operazioni.
Non avendo alcun contatto diretto operativo con il comando dell'Armata Rossa, la dirigenza dell'Armia Krajowa non era a conoscenza di queste decisioni strategiche cruciali dei sovietici; i polacchi ignoravano le grandi linee dell'offensiva sovietica e non sapevano neppure che le forze corazzate in arrivo alla periferia orientale di Varsavia erano esauste e pericolosamente isolate. Il comando generale dell'AK quindi riteneva che la situazione tedesca fosse critica e che l'avanzata sovietica stesse accelerando; queste convinzioni sembravano confermate oltre ogni ragionevole dubbio dalle notizie che giungevano dal fronte che parlavano di disfatta tedesca e di rapido avvicinamento dei carri armati sovietici e soprattutto dalle vicende che si stavano svolgendo a Varsavia stessa dove le truppe di presidio e gli organi amministrativi tedeschi davano segni di collasso e stavano iniziando ad abbandonare in massa e disordinatamente la capitale polacca.
In realtà l'alto comando tedesco non aveva affatto deciso di evacuare precipitosamente Varsavia; al contrario Adolf Hitler aveva deciso di combattere per difenderla a oltranza per motivi propagandistici, vista l'importanza simbolica della città, e per motivi strategici; mantenendo il controllo della regione di Varsavia e della testa di ponte a est della capitale, le forze della Wehrmacht avrebbero sbarrato la via più diretta alla Pomerania tedesca e avrebbero minacciato da nord la pericolosa testa di ponte sovietica di Magnuszew. Hitler quindi ordinò, in un periodo tra il 22 e il 24 luglio, che Varsavia fosse difesa "in qualsiasi circostanza".

### La decisione dell'Armia Krajowa
La situazione in rapida evoluzione sul Fronte orientale spinse il comando generale dell'Armia Krajowa, scarsamente informato dei piani dell'Armata Rossa, a cambiare completamente le sue valutazioni e le sue decisioni; il 21 luglio 1944 venne comunicato a Londra che i tedeschi sembravano in disfacimento e non più in grado di fermare i sovietici. L'attentato a Hitler del 20 luglio 1944 confermava che una crisi irreversibile avrebbe potuto essere imminente; di conseguenza il generale Komorowski aveva diramato l'ordine di passare allo stato di vigilanza massima a partire dal 25 luglio.

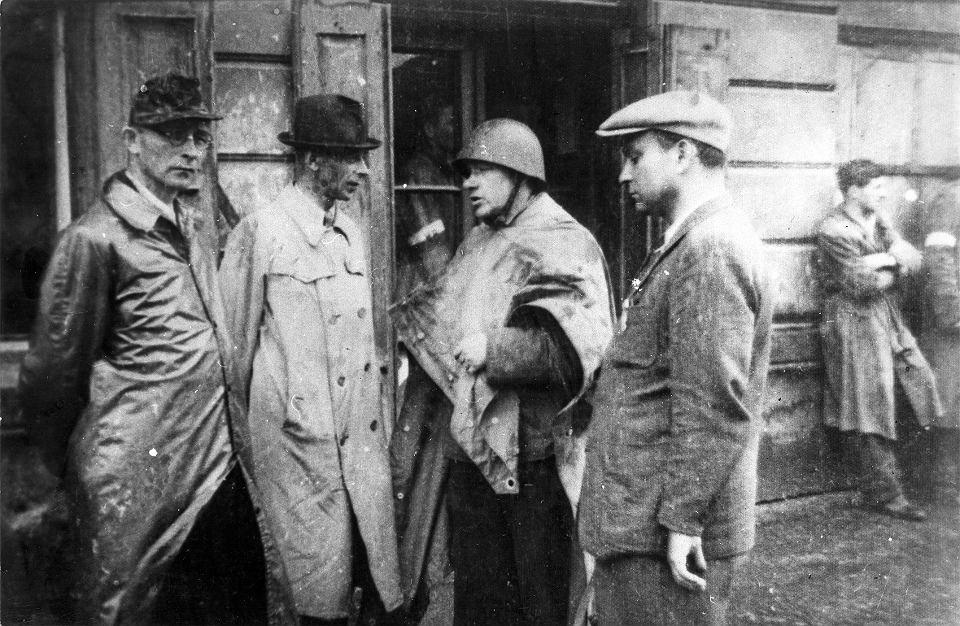
Il generale Tadeusz Komorowski "Bór" (secondo da sinistra), il comandante generale dell'Armia Krajowa, insieme ad altri ufficiali

I documenti disponibili dell'Armia Krajowa peraltro dimostrano che le motivazioni che spinsero il comando generale a decidere di passare all'insurrezione di Varsavia non erano solo correlate all'evoluzione strategica sul Fronte orientale che sembrava indicare un'avanzata sovietica anche a ovest della Vistola; il comando generale era preoccupato da una possibile insurrezione promossa dalle formazioni di resistenza rivali che erano vicine all'Unione Sovietica e avrebbero potuto anticipare l'iniziativa dell'AK; inoltre si temeva la possibilità di un'insurrezione spontanea e disorganizzata della popolazione di Varsavia che appariva esasperata dall'occupazione tedesca ed eccitata dalle notizie sulle battaglie in corso.
Infine c'erano le motivazioni di tipo politico: era ritenuto essenziale dimostrare con l'insurrezione la potenza e l'indipendenza della resistenza polacca legata al governo in esilio; una dimostrazione rivolta in primo luogo contro l'Unione Sovietica che avrebbe avuto vasta risonanza mondiale e avrebbe potuto modificare gli equilibri di politica internazionale. In realtà le valutazioni del comando generale erano in gran parte errate: le organizzazioni clandestine di resistenza rivali dell'AK, l'Armia Ludowa e altre, erano troppo deboli numericamente, solo circa 1000 uomini a Varsavia, per potere scatenare un'insurrezione in anticipo, mentre la stessa popolazione della capitale non diede segno di voler insorgere spontaneamente neppure nei giorni in cui i tedeschi erano in preda al panico; temendo le micidiali rappresaglie dell'occupante, i cittadini preferirono attendere disciplinatamente gli sviluppi della situazione.
Gli avvenimenti che si verificarono tra il 22 e il 30 luglio accrebbero ancor più la tensione tra i dirigenti dell'AK e la loro determinazione a scatenare l'insurrezione. Gli avvenimenti decisivi tuttavia non furono i segni di collasso dei tedeschi a Varsavia nei giorni 22-24 luglio che avrebbero dovuto spingere i capi dell'AK a prendere l'iniziativa subito, ma i fatti politici che si verificarono al di fuori della capitale. La decisione definitiva quindi venne presa solo il 31 luglio quando ormai i tedeschi avevano superato il momento critico, il personale amministrativo era rientrato in città e la guarnigione aveva ripreso il controllo della situazione. Gli avvenimenti decisivi furono il viaggio a Mosca del primo ministro Mikolajckzyk per incontrare Stalin, e soprattutto la costituzione a Lublino del Comitato Polacco di Liberazione Nazionale, Polski Komitet Wyzwolenia Narodowego, PKWN.

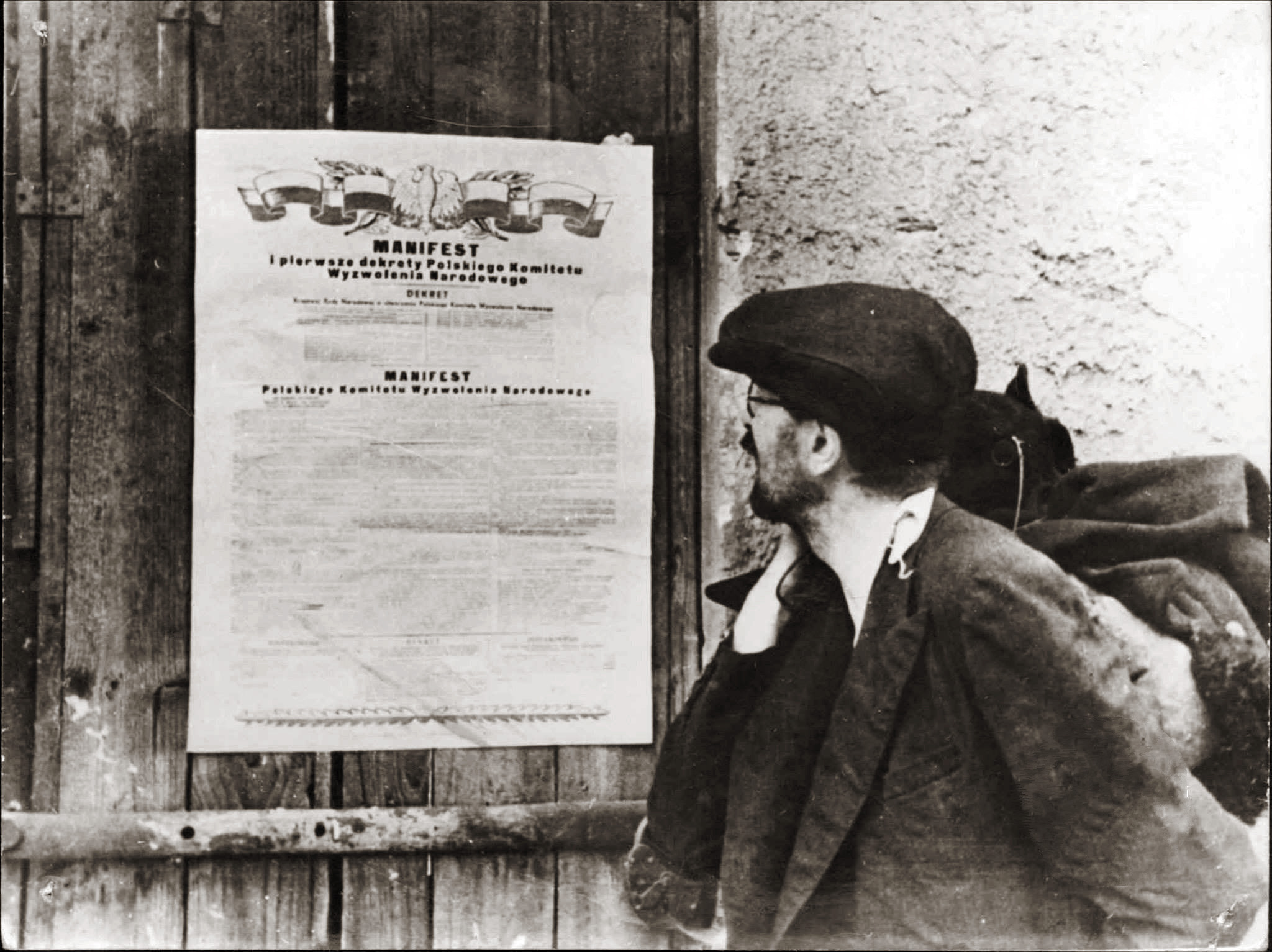
Un cittadino polacco legge il Manifesto del PKWN, diffuso il 22 luglio 1944.

Fin dal 23 giugno 1944 la lotta tra le entità politico-militari polacche si era accentuata con la dichiarazione dell'Unione dei patrioti polacchi di Mosca che aveva affermato esplicitamente di non riconoscere l'autorità del governo in esilio a Londra e di fare riferimento invece, come reale rappresentante del popolo polacco, al Consiglio nazionale in Polonia (KRN) guidato dal comunista Bierut. Gli sviluppi militari diedero una ulteriore svolta alla lotta politica; Stalin procedeva inesorabile ad attuare i suoi piani; egli aveva richiesto proprio per questo al maresciallo Rokossovskij di accelerare le operazioni e di entrare al più presto su una città inequivocabilmente polacca come Lublino. Il 23 luglio 1944, dopo la presa della città, le autorità politiche favorevoli ad uno stretto accordo con l'Unione Sovietica, presero l'iniziativa decisiva di pubblicare da Chełm il decreto di costituzione, attraverso l'unione dell'Unione dei patrioti polacchi (ZPP) e del Consiglio nazionale (KRN), di un Comitato Polacco di Liberazione Nazionale (PKWN). Il nuovo organismo, insediato a Lublino, dichiarò subito il suo programma politico attraverso la pubblicazione di un Manifesto del PKWN. In esso veniva affermato che solo la costituzione polacca del 1921 era ritenuta valida, che l'amicizia con l'Unione Sovietica sarebbe stata l'elemento fondamentale della politica estera, che le frontiere orientali polacche sarebbero state stabilite su base etnica. Successivi documenti del PKWN decretarono l'unificazione dell'Armia Ludowa con l'esercito polacco combattente con l'Armata Rossa, la costituzione di un comando supremo del nuovo Esercito popolare polacco e la nomina al comando del generale Michał Rola-Żymierski.

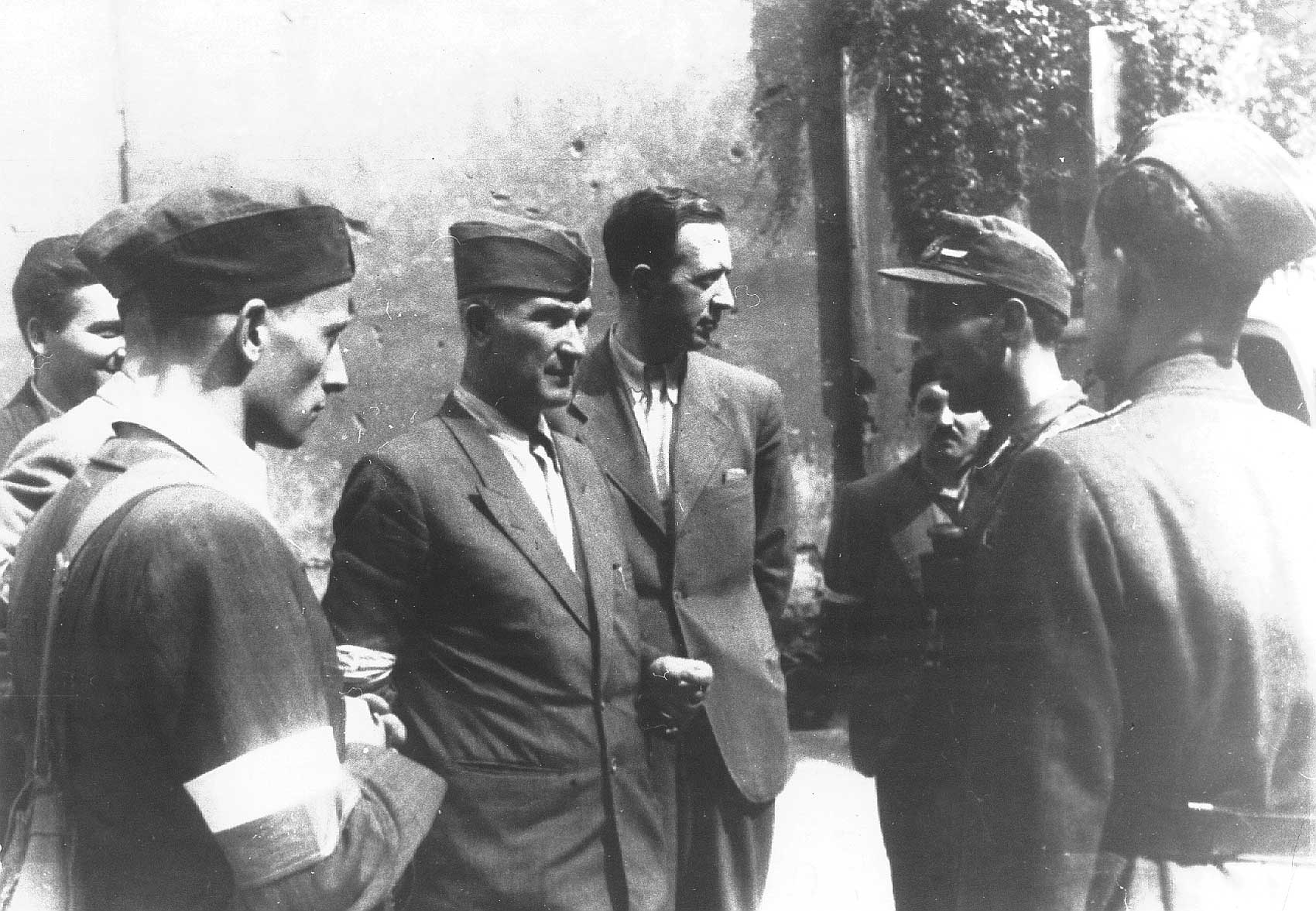
Il colonnello Antoni Chruściel "Monter", secondo da sinistra, il comandante in capo delle forze dell'Armia Krajowa a Varsavia

Queste notizie provocarono subito reazioni preoccupate tra i dirigenti dello stato segreto polacco e dell'Armia Krajowa; si profilava la costituzione di una Polonia asservita all'Unione Sovietica, mutilata delle sue regioni orientali e sottoposta a riforme radicali di estrema sinistra; di conseguenza non fu presa in considerazione la possibilità di trovare un accordo con la nuova entità politica e si decise al contrario di attaccare violentemente il comitato rivale di Lublino, considerata autorità usurpatrice", mentre l'esercito polacco del generale Berling in combattimento insieme all'Armata Rossa venne definito "esercito mercenario organizzato da traditori". Il 27 luglio venne pubblicato un appello alla popolazione con l'indicazione di obbedire solo agli ordini delle «legali autorità polacche». In questa atmosfera di incombente guerra civile, la dirigenza dell'Armia Krajowa era anche a conoscenza dell'imminente viaggio del primo ministro Mikolajczyk a Mosca per l'incontro decisivo con Stalin; si sperava che i colloqui diretti avrebbero permesso di cambiare l'evoluzione della situazione politica e a questo scopo poteva assumere un'importanza decisiva proprio l'insurrezione generale a Varsavia che avrebbe rafforzato la posizione contrattuale di Mikolajczyk dimostrando la vitalità e la potenza dell'esercito nazionale clandestino collegato al governo di Londra. Mikolajczyk condivideva queste valutazioni e prima di partire per Mosca inviò al generale Komorowski l'autorizzazione formale a «proclamare l'insurrezione nel momento da voi scelto».
Negli ultimi giorni di luglio la situazione a Varsavia divenne particolarmente confusa: fino al 26 luglio i tedeschi sembrarono ancora in preda al panico anche se le evacuazioni disordinate erano in diminuzione; il 27 luglio invece ci furono i primi segnali evidenti di un consolidamente delle difese tedesche e della determinazione del nemico di non cedere volontariamente la città. Alcuni reparti della Panzer-Division Hermann Göring transitarono attraverso Varsavia diretti a est e si ebbe notizia di movimenti nelle vicinanze di altri unità della Panzer-Division SS "Wiking"; divenne anche noto che i tedeschi stavano rinforzando la testa di ponte a est della Vistola nel quartiere di Praga dove era schierata la 73ª Divisione fanteria. Nonostante queste notizie contraddittorie, il generale Komorowski fin dal 25 luglio aveva telegrafato al generale Sosnkowski, comandante supremo a Londra in quel momento in viaggio di ispezione in Italia, affermando che le sue forze erano «pronte in ogni momento a lottare per Varsavia»: il generale Komorowski richiedeva l'intervento della brigata paracadutisti polacca di stanza in Gran Bretagna e anche il bombardamento dal cielo degli aeroporti militari della capitale.
Il 27 luglio, in risposta al proclama delle autorità tedesche che richiedevano la presentazione di 100 000 uomini e donne per svolgere i lavori di fortificazione nella testa di ponte sulla Vistola, il colonnello Chrusciel alle ore 19 diede il segnale di allarme che prevedeva la radunata delle forze combattenti nei punti prestabiliti in attesa dell'annuncio dell'ora "W", dell'inizio dell'insurrezione. Il 28 luglio tuttavia il generale Komorowski, di fronte alla confusione della situazione e all'esplosione dei primi scontri e incidenti con i tedeschi, revocò l'ordine del colonnello Chrusciel e si passò ad uno stato intermedio di allarme. In questa fase il comando generale dell'Armia Krajowa prese anche tre decisioni importanti che avrebbero influito sull'esito dell'insurrezione.
Venne stabilito che l'ora "W", diversamente dai programmi precedenti che prevedevano l'attacco all'alba, sarebbero state le 17; in questo modo però gli insorti avrebbero interrotto gli attacchi durante la notte ed esaurito rapidamente l'effetto sorpresa; la seconda decisione fu quella di ridurre la durata dello stato d'allarme a solo 12 ore e di conseguenza il tempo disponibile per i preparativi fu troppo breve e non consentì di comunicare gli ordini a tutti i reparti; infine si decise di trasferire la sede del comando generale dal quartiere Mokotów al quartiere Wola. Si trattò di un errore anche in questo caso: si dispersero le unità scelte assegnate al comando che in parte rimasero a Mokotow, e ci si allontanò da posizioni importanti come l'aeroporto di Okecie e la stazione radiotrasmittente del forte di Mokotow.

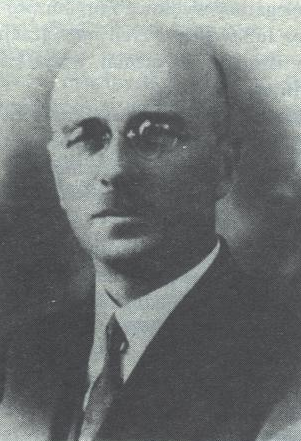
Il delegato del governo polacco in esilio Jan Stanisław Jankowski autorizzò il generale Komorowski a iniziare l'insurrezione.

Il 30 e il 31 luglio giunsero a Varsavia notizie contraddittorie; nella città erano evidenti i segni di un rafforzamento delle forze tedesche e reparti della divisione Hermann Göring continuavano a passare attraverso la capitale diretti alla testa di ponte di Praga dove i combattimenti sembravano aumentare d'intensità. Le unità corazzate dell'Armata Rossa però sembravano sempre vicine; un reparto di carri venne individuato a dieci miglia da Varsavia, gli ufficiali sovietici affermarono di essere in città "da un giorno all'altro", il 31 luglio un comunicato sovietico diede notizia della sconfitta della 73ª Divisione fanteria tedesca e della cattura del suo comandante. Fin dal 29 luglio, mentre i carri sovietici si avvicinavano, "Radio Kosciuszko", la stazione che trasmetteva dall'Unione Sovietica, aveva invitato Varsavia, usando termini enfatici, a intraprendere la lotta: "l'ora dell'azione è scoccata", "la battaglia che porterà la liberazione è in corso". Il 1º agosto anche alcuni corrispondenti sovietici usarono toni iperbolici per esaltare l'imminente liberazione di Varsavia da parte dell'Armata Rossa: "non c'è potenza che possa arrestare la vittoriosa marcia in avanti". Il generale Komorowski, informato che il primo ministro Mikolajckzyk era partito per Mosca per incontrare Stalin, ritenne che fosse giunto il momento di iniziare l'insurrezione a Varsavia. Nelle sue memorie il generale scrive che credeva possibile ottenere il controllo della città per quattro o cinque giorni; egli prevedeva che i sovietici sarebbero arrivati entro una settimana e che i rifornimenti di armi e munizioni sarebbero stati forniti dagli alleati per via aerea.
Nella riunione segreta del pomeriggio del 31 luglio venne presa la decisione definitiva; il delegato politico del governo di Londra, Jan Stanisław Jankowski, che aveva ricevuto il 25 luglio dai capi in esilio l'autorità di "proclamare l'insurrezione in qualsiasi momento di vostra scelta", dopo aver ascoltato la relazione del generale Komorowski, disse semplicemente che si poteva "incominciare" e il comandante dell'Armia Krajowa a sua volta si rivolse a "Monter" (il colonnello Chrusciel) e ordinò di iniziare l'operazione Burza a Varsavia il 1º agosto alle ore 17 come era già stato stabilito. La decisione venne presa alle ore 17.45 dopo avere appreso, dalla relazione del colonnello Chrusciel, la notizia che i carri armati dell'Armata Rossa erano entrati a Praga e che quindi non c'era tempo da perdere se si voleva anticipare i sovietici. In realtà la notizia era falsa e al contrario i tedeschi stavano per sferrare il loro contrattacco contro le punte avanzate sovietiche.
Mentre stava per iniziare l'insurrezione, l'evoluzione strategico-politica era già sfavorevole per i polacchi dell'Armia Krajowa; lo stesso generale Sosnkowski il 30 luglio aveva avvertito che sarebbe stato impossibile impiegare la brigata paracadutisti polacca su Varsavia e che le forze aeree polacche erano assolutamente inadeguate; di conseguenza solo un intervento diretto britannico avrebbe potuto essere realmente utile. Il 29 luglio il governo polacco in esilio aveva in effetti presentato al governo britannico la richiesta di un intervento diretto, ma la risposta di Londra, comunicata il 2 agosto, non diede alcuna illusione. Le forze aeree alleate non potevano intervenire nella "sfera tattica sovietica", mentre la partecipazione dei paracadutisti era totalmente impossibile per problemi operativi "insuperabili".
I dirigenti dell'Armia Krajowa, in mancanza di assicurazioni di sostegno concreto alleato e di informazioni attendibili sulle intenzioni sovietiche e tedesche, stavano correndo un grande rischio decidendo l'insurrezione per il tardo pomeriggio del 1º agosto, ma rimanere fermi in attesa degli sviluppi della situazione venne ritenuto ancora più pericoloso; i combattenti dello stato segreto avrebbero potuto essere accusati di passività nei confronti dei nazisti e considerati del tutto irrilevanti politicamente e non rappresentativi delle istanze popolari della Polonia, come Stalin affermava da tempo con i suoi interlocutori occidentali.

### Contrattacco tedesco alla periferia di Varsavia

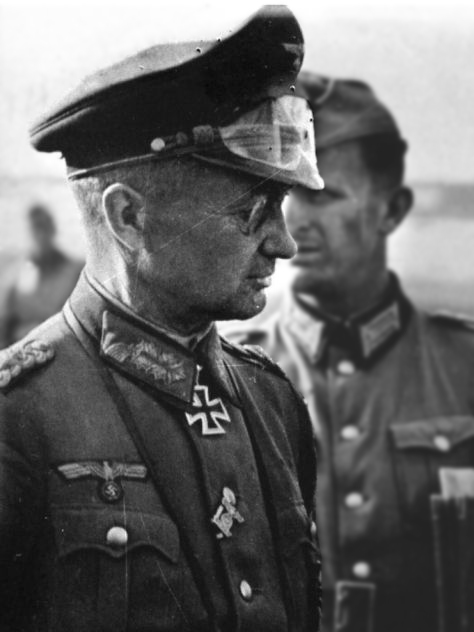
Il fedlmaresciallo Walter Model, comandante del Gruppo d'armate Centro tedesco.

Come era diventato evidente almeno dal 27 luglio i tedeschi non erano affatto intenzionati ad evacuare la regione di Varsavia senza combattere e al contrario finalmente dopo settimane di ritirate e drammatiche battaglie di retroguardia, il feldmaresciallo Walter Model, il risoluto e abile comandante del Gruppo d'armate Centro, stava raggruppando un cospicuo numero di divisioni meccanizzate con le quali intendeva passare al contrattacco e stabilizzare finalmente il fronte. In questa situazione la regione di Varsavia assumeva un'importanza strategica come centro di comunicazioni fondamentale e come pilastro su cui i tedeschi avrebbero potuto ancorare il fianco destro del Gruppo d'armate Centro; la perdita della capitale polacca avrebbe potuto causare il crollo del sistema logistico dell'esercito all'est.

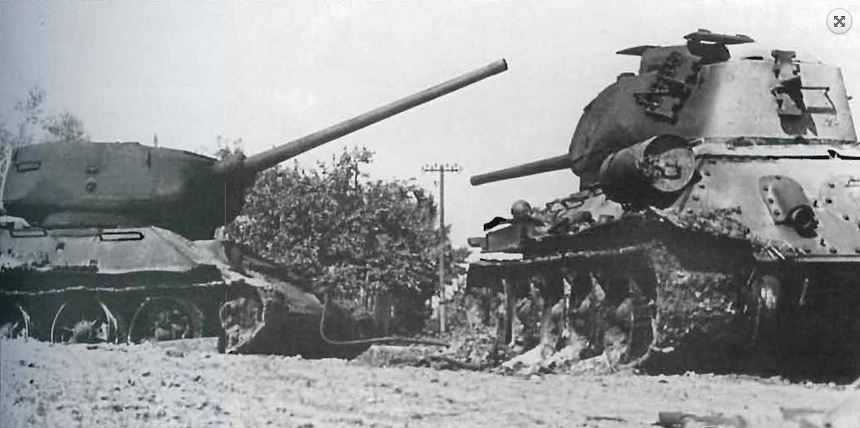
Carri T-34/85 del 3º Corpo carri distrutti nella battaglia di Radzymin-Wołomin.

Nel'ultima settimana di luglio il feldmaresciallo Model riuscì in un primo tempo a rallentare l'avanzata sovietica a nord di Varsavia, contrattaccando con reparti appena arrivati delle divisioni SS "Totenkopf" e "Wiking" a Siedlce e Kleszczele; in questo modò poté guadagnare tempo per trasferire rapidamente la massa delle sue Panzer-Division nello spazio vuoto compreso tra Siedlce e il sobborgo di Praga per minacciare il fianco destro delle forze sovietiche che risalivano da sud-ovest dopo aver liberato Lublino. Entro il 1º agosto 1944 il comandante del Gruppo d'armate Centro aveva perfezionato il suo piano: la divisione Hermann Goring e la 19. Panzer-Division attraversarono Varsavia da ovest a est, passarono la Vistola ed entrarono nel sobborgo di Praga per rinforzare le posizioni indebolite della 73. Divisioni fanteria, mentre a ovest della Vistola, discesero verso sud-ovest la SS "Wiking", la SS "Totenkopf" e in un secondo momento la 4. Panzer-Division; circa 300 mezzi corazzati tedeschi sarebbero stati concentrati contro il fianco destro scoperto del 1° Fronte Bielorusso del maresciallo Rokossovskij.
L'alto comando sovietico fu sorpreso da questo potente raggruppamento di mezzi corazzati tedeschi; il 28 luglio gli ordini dello Stavka al maresciallo Rokossovskij prescrivevano che le armate del suo fianco destro, dopo aver completato il rastrellamento di Brest e Siedlce, sarebbero avanzate da nord-est verso Varsavia e avrebbero dovuto conquistare il sobborgo di Praga entro il 5-8 agosto, in collegamento con le armate del fianco sinistro che sarebbero risalite da Deblin; è possibile che il comando sovietico sperasse di entrare a Varsavia il 6 agosto. L'operazione tuttavia non ebbe successo; le armate di destra furono rallentate e non si allinearono con le armate di sinistra che invece, guidate dal 3º Corpo carri, raggiunsero l'area di Radzymin e Wolomin. I generali sovietici riconobbero il pericolo costituito per le unità di punta dal fianco destro scoperto di fronte alla crescente resistenza tedesca e il 31 luglio venne ordinato alla 2ª Armata corazzata di concentrarsi e passare sulla difensiva ma era troppo tardi. Il feldmaresciallo Model sferrò la controffensiva dal 1º agosto e il 3º Corpo carri venne attaccato da tre Panzer-Division convergenti da ovest, da nord e nord-est e, dopo accaniti scontri di mezzi corazzati, entro il 3 agosto dovette battere in ritirata dopo aver rischiato di essere accerchiato e completamente distrutto.

## L'insurrezione

### Suddivisione cronologica e operativa della rivolta
La rivolta di Varsavia ebbe inizio alle ore 17 del 1º agosto 1944 e terminò con la resa degli insorti alle ore 21 del 2 ottobre 1944. Dal punto di vista tattico-operativo l'insurrezione può essere divisa in due fasi completamente diverse:
- Fase offensiva dei polacchi insorti, iniziata con la rivolta e proseguita fino al 4 agosto; questo periodo terminò con l'ordine del generale Komorowski di arrestare gli attacchi soprattutto per carenza di munizioni. Questo periodo offensivo può a sua volta essere suddiviso in due parti:
  - Le azioni d'attacco iniziale degli insorti dalle ore 17 del 1 agosto al 2 agosto, durante le quali furono ottenuti i risultati tattici più importanti della rivolta:
  - Gli attacchi degli insorti dal 2 al 4 agosto per consolidare le posizioni e guadagnare ulteriore terreno.

Dopo questa fase offensiva la rivolta dovette passare sulla difensiva per carenza di munizioni e armi, permettendo ai tedeschi di inviare unità di rinforzo e organizzare la controffensiva.
- Fase offensiva dei tedeschi; questo periodo si prolungò dal 5 agosto fino alla resa del 2 ottobre e può essere suddiviso in due parti principali:
  - Attacchi tedeschi lungo le grandi arterie stradali di Varsavia dai quartieri Wola e Ochota in direzione di Stare Miasto (il centro storico), che si conclusero dopo combattimenti estremamente violenti con la caduta di Stare Miasto il 2 settembre 1944,
  - Attacchi tedeschi prevalenti contro i quartieri della città sulla riva occidentale della Vistola dal 3 al 30 settembre 1944; questa ultima fase fu caratterizzata dalla preoccupazione tedesca di liberare al più presto dagli insorti la riva del fiume per poter eventualmente costituire una posizione difensiva contro i sovietici che erano riusciti a conquistare il quartiere di Praga sulla sponda orientale della Vistola. L'ultima fase della battaglia si suddivise in combattimenti separati per i singoli quartieri:
    - Quartiere Powiśle e quartiere Śródmieście-Nord (3-10 settembre)
    - Quartiere Górny Czerniaków (11-23 settembre)
    - Quartiere Górny Mokotów (24-27 settembre)
    - Distruzione del gruppo Kampinos (29 settembre)
    - Quartiere Żoliborz (29-30 settembre)
    - Resa di Śródmieście (2 ottobre)

### L'inizio della rivolta

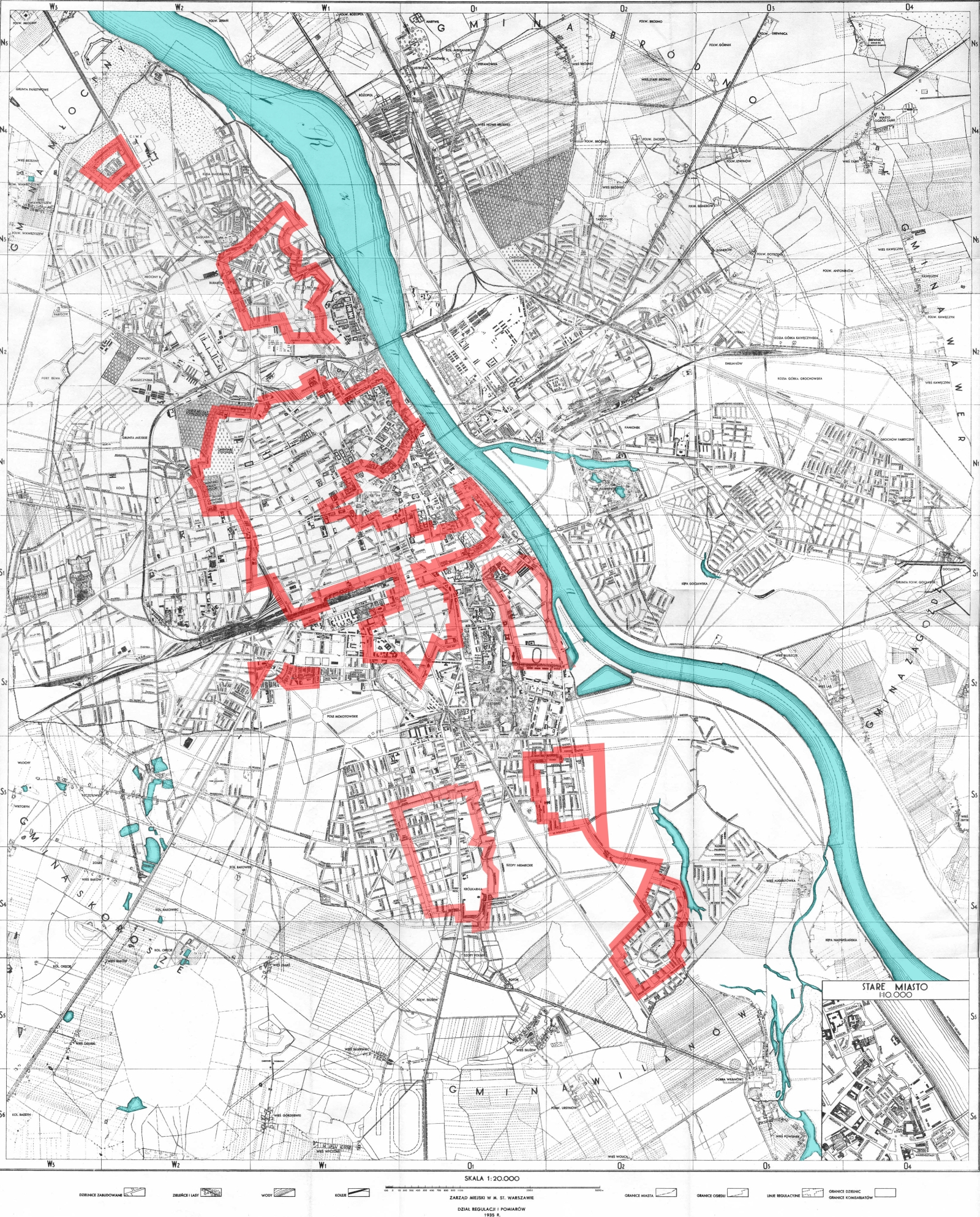
Posizioni dell'Armia Krajowa evidenziate in rosso (4 agosto 1944)

L'idea di una insurrezione contro le forze tedesche molto meglio armate era quindi legittimata dalla ottimistica convinzione che, in caso di difficoltà, i sovietici sarebbero intervenuti in soccorso dei polacchi. Quindi i rivoltosi dell'Armia Krajowa decisero di scatenare la rivolta soprattutto per anticipare l'Armata Rossa e dimostrare la potenza e la vitalità del movimento politico-militare nazionalista, ma allo stesso tempo, in modo contraddittorio, contavano anche, per il successo dell'insurrezione, proprio sul concorso determinante dei sovietici (con cui il contrasto politico era già molto acceso).
Gli uomini di Komorowski disponevano solamente di armi leggere (solo uno su dieci aveva un fucile all'inizio della rivolta), di poche mitragliatrici e di alcuni cannoni controcarro; anche l'addestramento era, per forza di cose, approssimativo, e le prime offensive si risolsero in bagni di sangue privi di risultati apprezzabili. Ben presto Bór-Komorowski, che disponeva di circa 45 000 uomini, fu costretto a ripiegare su tattiche di guerriglia urbana, mentre sul fronte tedesco il comando delle operazioni fu affidato al generale delle SS Erich von dem Bach-Zelewski ai cui ordini, oltre alla guarnigione di stanza, furono destinati alcuni reparti dell'esercito e delle Waffen-SS per un totale di circa 50 000 effettivi.

### La reazione tedesca
Heinrich Himmler arrivò a Posen il 2 agosto 1944 e, dopo aver consultato il gauleiter Arthur Greiser ed altri collaboratori, prese la decisione di inviare subito a Varsavia un reggimento di sicurezza, un gruppo della polizia, la brigata Waffen-SS RONA costituita da volontari reclutati in Unione Sovietica. Le disposizioni operative di Himmler erano spietate e terroristiche: gli abitanti dovevano essere uccisi, non si dovevano fare prigionieri, la città andava rasa al suolo per paralizzare con un esempio di ferocia inesorabile l'intera Europa occupata dai tedeschi.
Il feldmaresciallo Model era soprattutto impegnato a consolidare il fronte combattente e risolvere le continue crisi operative create dalle offensive dell'Armata Rossa; egli quindi si preoccupava delle conseguenze strategiche per il suo esercito dell'insurrezione di Varsavia che avrebbe potuto intralciare le sue linee di comunicazione; anche il feldmaresciallo Model era deciso ad adottare misure radicali e brutali; parlò di sottoporre la città ad un «inesorabile rogo», creando uno spazio di distruzione totale «1000 metri a est e a ovest della strada principale» per garantire le vie di transito dell'esercito. In pratica tuttavia il feldmaresciallo Model, sottoposto ad un'enorme pressione per controllare la situazione delle sue truppe in combattimento con i sovietici dalla Prussia orientale alle teste di ponte sulla Vistola, non intervenne direttamente nella condotta tattica delle operazioni contro gli insorti e disse bruscamente, riferendosi polemicamente agli apparati repressivi nazisti, che «la rivolta se la reprimano quelli che l'hanno provocata con la loro corruzione e la loro brutalità...non è compito di noi soldati».

### Gli scontri e il mancato soccorso sovietico

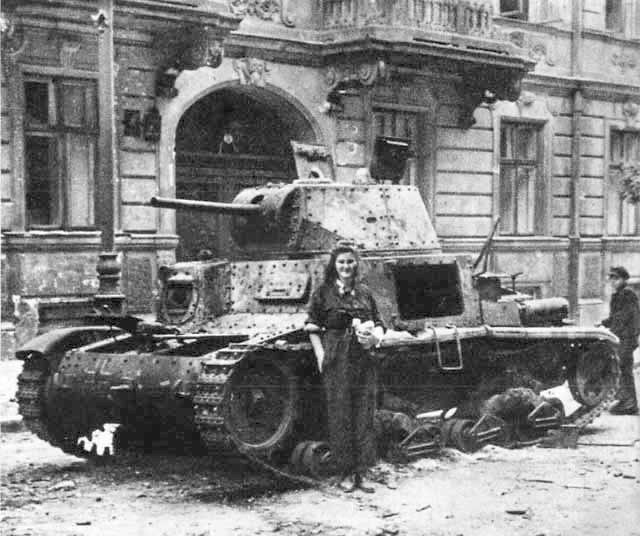
Carro armato M14/41 in forza all'Heer distrutto durante l'insurrezione di Varsavia

La battaglia trasformò Varsavia in un inferno che colpì duramente la popolazione civile, stretta fra i due fuochi, stremata dall'improvvisa scomparsa di generi alimentari e oggetto della brutale repressione. Heinrich Himmler, superiore di von dem Bach in qualità di comandante supremo delle SS e responsabile della germanizzazione delle zone occupate dalle forze del Reich, diede ordine di uccidere senza distinzione di età, di sesso e di funzione; i militari tedeschi erano quindi autorizzati a sparare anche ai bambini, alle donne, al personale medico e ai religiosi, nonché a bombardare e a incendiare gli edifici senza curarsi di chi li occupava.
Gli omicidi sulla popolazione civile commessi a Varsavia (specialmente nei quartieri di Wola - 38 000 persone - Ochota - oltre 10 000 - e di Mokotów) avevano l'intento di distruggere la sua forza vitale e la città come capitale del paese. La gente veniva raccolta nei capannoni delle fabbriche, nelle chiese e in altri grandi edifici e poi uccisa a sangue freddo. A volte venivano uccise intere famiglie con neonati. I cadaveri venivano ammassati in grandi pile a cui poi veniva appiccato il fuoco. A questo lavoro era stato adibito il Verbrennungskommando Warschau, costituito dai prigionieri delle SS..

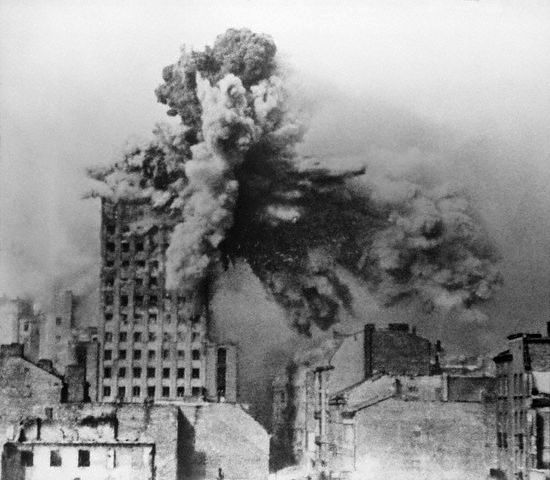
Edificio colpito da una granata da 2 tonnellate il 28 agosto, durante la rivolta di Varsavia

Per molto tempo la storiografia occidentale ha addossato a Stalin e all'Armata Rossa la colpa dell'annientamento degli insorti, imputando al leader sovietico la volontà di negare l'aiuto ai combattenti polacchi di Varsavia per mero calcolo politico. Ad esempio, fin dalle sue memorie uscite nell'immediato dopoguerra, Winston Churchill rimproverò l'ex-alleato sovietico la mancanza del «senso dell'onore, di umanità, della normale decente buona fede», affermando inoltre come l'esercito nazionale polacco, si aspettava aiuti dall'Unione Sovietica, mentre l'Armata Rossa si fermò sulle sponde della Vistola ad aspettare la distruzione della città e degli insorti. Secondo la storiografia anti-comunista dunque, l'Armata Rossa attese deliberatamente alle porte di Varsavia che l'Esercito nazionale venisse annientato, ma questa prospettiva è oggi contestata da diversi storici autorevoli.

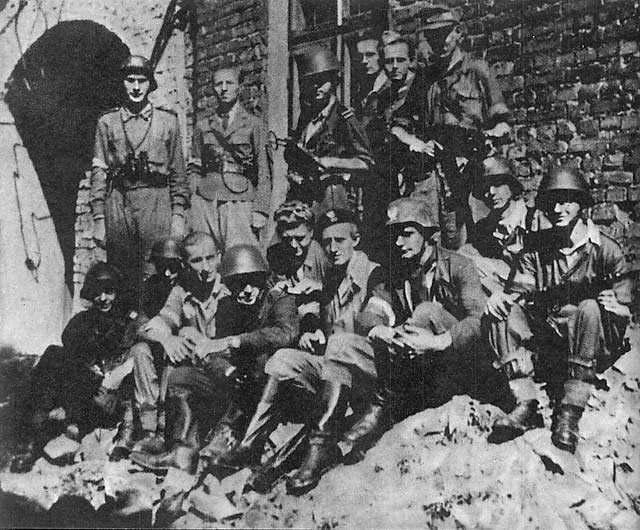
Insorti polacchi

Secondo lo storico Richard Overy (uno dei massimi esperti della guerra sul fronte orientale) e Gerhard Weinberg ad esempio, l'insurrezione di Varsavia non fu scatenata per aiutare l'avanzata sovietica o comunque in modo coordinato con essa, al contrario fu iniziata per prevenire la liberazione di Varsavia da parte dell'Armata Rossa e liberare la città senza l'aiuto delle forze sovietiche. I nazionalisti polacchi non volevano che Varsavia fosse liberata dall'Armata Rossa, bensì volevano farlo loro stessi come simbolo della lotta di liberazione e della futura indipendenza polacca. Questa aspirazione si fece molto più urgente dopo che il 21 luglio fu istituito il Comitato polacco di liberazione nazionale appoggiato dai comunisti e da Stalin, Comitato dichiarato a Lublino come nuovo governo provvisorio polacco e riconosciuto il 22 luglio dall'Unione Sovietica, con il quale sottoscrisse un patto d'amicizia. 
Tutto ciò rientrava nei limiti degli accordi di Teheran, dove gli alleati occidentali - su proposta dello stesso Churchill - riconobbero a Stalin la possibilità di ritornare ai confini del 1941, e quindi riottenere le porzioni di territorio polacco definite dal patto tedesco-sovietico del 1939.
L'insurrezione inoltre venne scatenata andando contro i piani organizzati negli anni precedenti dall'AK, secondo i quali la sommossa si sarebbe dovuta accendere quando le forze tedesche erano in procinto di ritirarsi in vista dell'avanzata sovietica. La rivolta al contrario scoppiò in un momento in cui vi era una grave scarsità di armi, dopo che i britannici avevano chiarito che in quel momento non sarebbero riusciti ad aiutare gli insorti, e mentre i tedeschi si stavano radunando in forze nei pressi di Varsavia per contrattaccare le forze sovietiche. Allo scoppio dell rivolta dunque, i rivoltosi non furono capaci né di occupare i punti chiave della città né di rendere noto al resto della popolazione polacca che nel ghetto sarebbe scoppiata una rivolta in armi. Così facendo i rivoltosi furono rapidamente rinchiusi in zone molto circoscritte della capitale, con le evidenti difficoltà di eventuale rifornimento aereo o più semplicemente senza l'opportunità di svolgere manovre offensive ampie e articolate. 

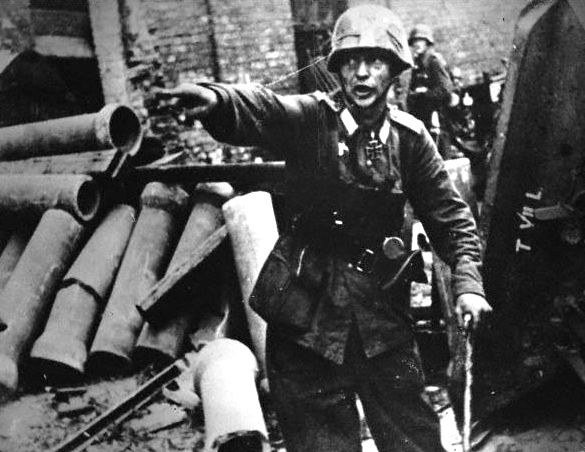
Ufficiale tedesco dirige i suoi uomini durante la rivolta di Varsavia

È certo che sul piano politico Stalin non aveva fretta di aiutare Komorowski; gli insorti polacchi erano fedeli al governo in esilio a Londra e lo stesso leader sovietico fu mantenuto all'oscuro dall'esplosione della rivolta, la quale viceversa aveva ricevuto in precedenza il beneplacito dal governo in esilio. Una vittoria dell'AK avrebbe disturbato i piani sovietici in vista di una Polonia filo-comunista, pertanto vi sono pochi dubbi sul fatto che non fu di immediato interesse per Stalin aiutare i rivoltosi a vantaggio di un successivo insediamento di strutture politico-militari polacche filo-sovietiche organizzate nel cosiddetto "Comitato di Lublino" e nell'Armia Ludowa.

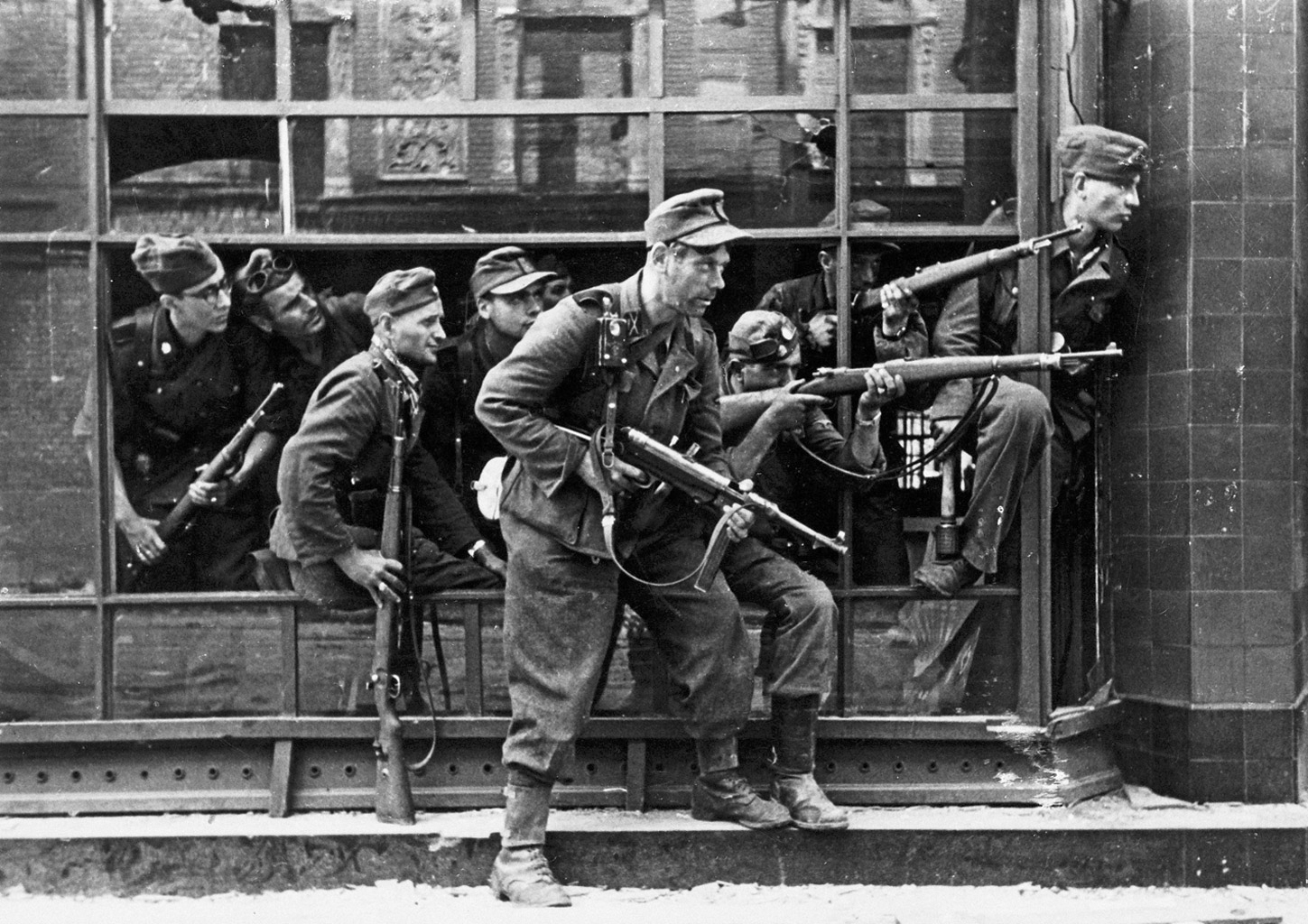
36. Waffen-Grenadier-Division der SS a Varsavia

Indipendentemente dai giudizi politici però, è ormai chiaro che l'Armata Rossa, fortemente provata dalle perdite subite durante l'operazione Bagration, necessitava di un periodo di riposo per rinforzare le linee e soprattutto affrontare i pesanti contrattacchi tedeschi lungo piccole teste di ponte sulla Vistola e più a nord sui fiumi Bug e Narew. Secondo gli storici Glantz e House, la resistenza tedesca nella regione era sufficiente a fermare qualsiasi ulteriore avanzata sovietica, almeno fino a metà settembre, e solo in seguito l'Armata Rossa sarebbe stata in grado di radunare forze sufficienti per liberare Varsavia, la cui liberazione non era prevista dai piani elaborati dallo Stavka per l'operazione Bagration, in quanto non sarebbe stata un punto poco adatto da cui lanciare una nuova offensiva. I sovietici quindi non sarebbero riusciti a liberare la capitale polacca in agosto o settembre, lo stesso Konstantin Rokossovskij quando ricevette la notizia della rivolta ne fu allarmato: secondo il generale sovietico la notizia «fu così improvvisa che ne fummo molto perplessi, e dapprima pensammo potesse trattarsi di una voce messa in giro dai tedeschi [...]. Per parlare con franchezza, il momento scelto per la rivolta fu quasi il peggiore possibile nelle circostanze date. Era come se i suoi leader avessero deliberatamente scelto un momento che rendeva sicura la sconfitta».

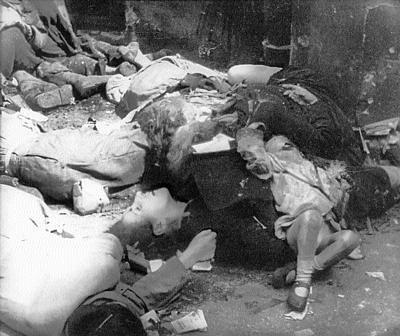
Civili polacchi assassinati dalle SS tedesche a Varsavia

Le truppe al comando di Rokossovskij erano esauste e avevano altri obiettivi da raggiungere come pianificato dallo Stavka nei mesi precedenti, e in ogni caso in quel momento la città di Varsavia non era alla portata dell'Armata Rossa. Come detto nei primi di agosto i reparti sovietici erano impegnati in furiosi combattimenti sulle vie d'accesso alla città sulla Vistola, e a nord sul Bug e il Narew, e ciò smentisce chi afferma che i sovietici rimasero inattivi a guardare Varsavia bruciare. Dopo la dura sconfitta subita delle unità corazzate sovietiche, contrattaccate di sorpresa da alcune Panzer-Divisionen tedesche durante le battaglie di Radzymin e Wołomin del 1º-10 agosto, Stalin preferì continuare con le sue offensive programmate nel Baltico e in Romania (Offensiva Iași-Chișinău), lasciando il compito di riprendere l'attacco sulla riva destra della Vistola solo a deboli reparti sovietici e a formazioni della 1ª Armata polacca, reclutata nell'Armia Ludowa filo-comunista.
I comandi sovietici avevano al loro comando truppe stanche e provate da mesi di duri combattimenti mentre i tedeschi avevano dato massima priorità alla difesa del distretto di Varsavia, tanto che i rapporti di guerra tedeschi confermano che l'Armata Rossa non poté aiutare Varsavia a causa dell'improvviso irrigidimento della difesa tedesca. Tuttavia, è indubitabile il pregiudizio antipolacco di Stalin che definì la stessa rivolta come "un gesto criminoso di atteggiamento antisovietico" ed ostaccolò deliberatamente gli aiuti ai rivoltosi inviati dagli aerei occidentali. Inoltre, nello stesso periodo della rivolta, nelle zone polacche controllate dall'Armata Rossa molti dirigenti dell'esercito clandestino polacco vennero arrestati dalle autorità sovietiche.
Dopo un primo periodo di riorganizzazione dunque, i sovietici fecero qualche tentativo per aiutare gli insorti. Churchill e Roosevelt decisero di paracadutare armi e rifornimenti con bombardieri pesanti in aiuto degli insorti, ma in piccole quantità. Il 4 agosto due bombardieri alleati raggiunsero Varsavia, l'8 ne arrivarono quattro, ma la loro precisione fu nulla, e la maggior parte delle armi, dei medicinali e dei viveri paracadutati furono recuperate dai tedeschi. Militarmente i tentativi alleati di aiutare gli insorti erano del tutto irrealistici; gli uomini dell'AK fin dall'inizio della rivolta si ritrovarono circondati in parti della città molto limitate territorialmente, e i bombardieri effettuavano i loro lanci da altitudini molto elevate; è lecito dunque supporre che questo gesto da parte degli alleati fu mosso più da spirito umanitario e calcolo politico piuttosto che da una reale prospettiva di supporto militare. Quando poi il 10 settembre la posizione di Stalin, che fino a quel momento aveva negato ai velivoli alleati di rifornirsi negli aeroporti russi dopo le operazioni di lancio, si ammorbidì, anche l'Armata Rossa iniziò a lanciare rifornimenti alle sacche di resistenza polacca a Varsavia. A riconferma della scarsa utilità dei lanci alleati, il 14 settembre dalle basi aeree del sud Italia, circa 100 quadrimotori alleati scortati da caccia P-51 Mustang, effettuarono cospicui lanci di materiale per gli insorti, ma circa l'80% del materiale cadde in mano tedesca.
Il 20 agosto la 1ª Armata polacca del generale Berling, autorizzato da Stalin a cercare di aiutare gli insorti via terra, raggiunse la linea del fronte dinanzi a Varsavia, il 10 settembre conquistò Praga, il sobborgo orientale di Varsavia sulla riva sovietica della Vistola ma, dopo aver subito pesanti perdite a causa di un contrattacco tedesco, il 23 settembre fu costretta a ripiegare al di là del fiume. L'esercito nazionalista polacco mantenne un atteggiamento fortemente sospettoso anche in queste delicate e concitate fasi della rivolta, rifiutandosi di coordinare i propri sforzi con l'armata polacca inquadrata nelle forze sovietiche. La settimana dopo la rivolta fu definitivamente schiacciata dai tedeschi, con i membri dell'AK sconfitti non tanto dai calcoli politici di Stalin, quanto dal loro fervore nazionalista e dall'odio verso entrambe le potenze tedesca e sovietica che portò i leader polacchi ad iniziare una rivolta in un momento del tutto inopportuno.

### Fine della rivolta

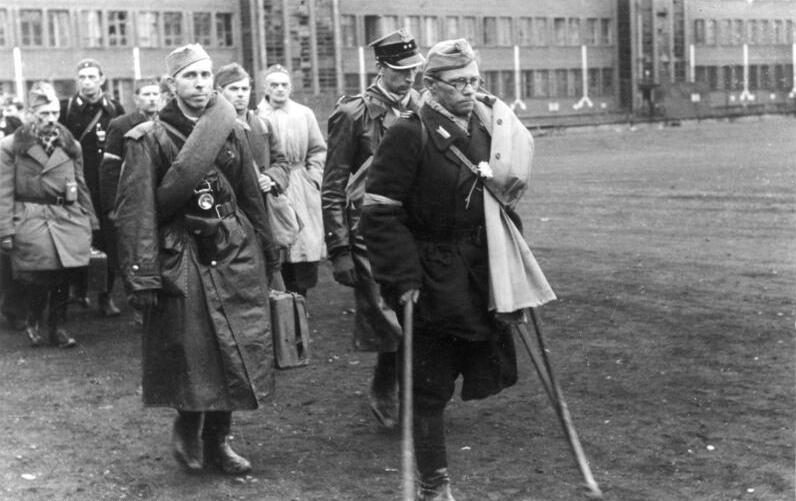
Capitolazione

La resa dell'Esercito Nazionale fu siglata il 2 ottobre 1944 da Komorowski e da von dem Bach. I tedeschi riconobbero agli insorti e ai civili catturati lo status di prigionieri di guerra, tutelati quindi dalla convenzione di Ginevra, ma imposero la deportazione di mezzo milione di persone all'unico campo di sterminio in funzione: Auschwitz in previsione dell'esecuzione di un ordine di Adolf Hitler: la totale distruzione della città di Varsavia e della sua popolazione. al 1º gennaio 1939 la popolazione di Varsavia era di 1 300 000 persone, dopo la Grande Action del 1942 si arrivò a 900 mila persone e alla fine della guerra restò un solo sopravvissuto: Władysław Szpilman.
(Heinrich Himmler)
Una volta sgomberata dalla popolazione, Varsavia fu distrutta, casa per casa, da corpi delle SS sottratti al combattimento per tale scopo; solo nel gennaio del 1945 l'Armata Rossa arrivò nella capitale abbandonata dai tedeschi e ridotta in macerie. Il tragico epilogo della rivolta incrinò i rapporti fra gli Alleati e il governo polacco che il 3 ottobre 1944 rilasciò il seguente comunicato:

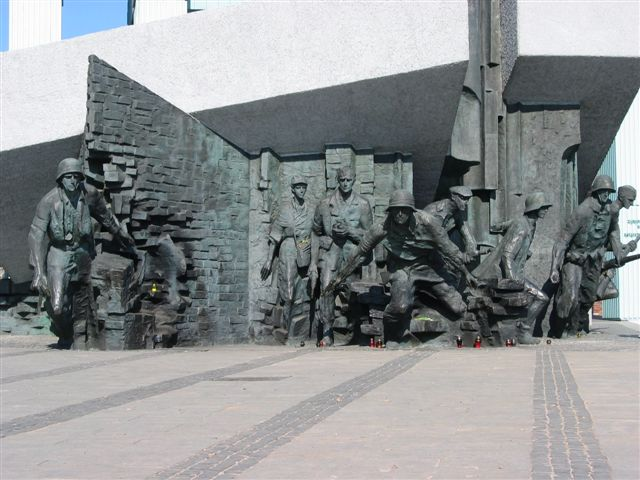
Monumento eretto a Varsavia e dedicato agli eroi della rivolta

La scarsa considerazione che gli Alleati occidentali avevano per le richieste polacche a fronte di quelle dell'Unione Sovietica il cui ruolo era decisivo nella guerra mondiale in Europa, del resto, era già stata evidenziata ai tempi della conferenza di Teheran, avvenuta nove mesi prima dell'inizio della rivolta, dove Churchill, Stalin e Roosevelt si erano accordati perché l'Unione Sovietica mantenesse i territori polacchi acquisiti nell'invasione del 1939 e inglobasse il resto della Polonia nella propria orbita, ma il governo polacco venne a sapere di tali decisioni solo durante la conferenza di Jalta.

## La rivolta di Varsavia nel cinema
- I dannati di Varsavia (Kanał), diretto da Andrzej Wajda (1957)
- Il pianista (The Pianist), diretto da Roman Polański (2002)
- Warsaw 44 (Miasto 44), diretto da Jan Komasa (2014)
- La signora dello zoo di Varsavia, diretto da Niki Caro (2017)
- La spia della resistenza, diretto da Wladyslaw Pasikowski (2019)